# Fayez Banihammad
Fayez Rashid Ahmed Hassan al-Qadi Banihammad (em árabe: فايز راشد احمد حسن القاضي بني حماد, translit. Fāyaz Rāshid Aḥmad Ḥasan al-Qāḍī Banī Ḥammād; 19 de março de 1977 – 11 de setembro de 2001) foi um terrorista e sequestrador emiradense. Ele foi um dos cinco sequestradores a bordo do voo 175 da United Airlines como parte dos ataques de 11 de setembro de 2001 contra os Estados Unidos.
Ele foi um dos dois emiradenses a participar dos ataques, sendo o outro Marwan al-Shehhi, que liderou o sequestro do voo 175 e voou o avião contra a Torre Sul do World Trade Center em Nova Iorque.  Banihammad deixou a família para realizar trabalhos humanitários. Usando o programa Visa Express, Banihammad obteve um visto estadunidense de turista. Chegou aos Estados Unidos em junho de 2001. Em 11 de setembro de 2001, Banihammad embarcou no voo 175 da United Airlines e participou do sequestro do avião para que ele colidisse com a Torre Sul do World Trade Center.

## Juventude
Banihammad era de Corfação, nos Emirados Árabes Unidos, filho de Muhammad Fayez Banihammad, diretor de uma escola. Banihammad normalmente atendia pelo nome de "Ahmad".

### 2000
Banihammad disse a seus pais, enquanto passava um tempo em Assir, na Arábia Saudita, que esperava encontrar trabalho na Organização Internacional de Ajuda Islâmica. Ele só contatou seus pais uma vez depois disso.

### 2001
Antes da dupla chegar a Orlando, Flórida, em 27 de junho de 2001, Banihammad abriu uma conta bancária nos Emirados Árabes Unidos, na qual foram depositados 30 dólares por pessoas desconhecidas apenas dois dias antes de sua chegada. Ele abriu outra conta no SunTrust Banks em Orlando vários dias após sua chegada, tornando-se um dos nove sequestradores a abrir uma conta no banco.
Conhecido como Abu Ahmad al-Imarati durante os preparativos, a Comissão do 11 de Setembro observou: "Ele parece ter desempenhado um papel único entre os sequestradores por causa de seu trabalho com um dos facilitadores financeiros da conspiração, Mustafa al-Hawsawi." Em 18 de julho, Banihammad deu a Mustafa uma procuração sobre sua conta bancária em Dubai, e Mustafa supostamente lhe enviou pelo correio um cartão bacário VISA.

## Ataques
Em 11 de setembro, Banihammad embarcou no voo 175 e sentou-se no assento 2A da primeira classe, ao lado de al-Shehri no 2B. O avião decolou às 8h14 e, em 28 minutos, os cinco sequestradores iniciaram o ataque. Acredita-se que Banihammad e al-Shehri entraram à força na cabine e assassinaram os pilotos, enquanto os irmãos al-Ghamdi forçaram a tripulação e os passageiros restantes a ir para a parte traseira da aeronave, permitindo que al-Shehhi assumisse o controle do avião. Às 9h03, apenas 21 minutos após o início do sequestro, al-Shehhi voou com o avião contra a Torre Sul do World Trade Center, entre os andares 77 e 85, destruindo instantaneamente todos a bordo e matando ou prendendo centenas de pessoas lá dentro. o edifício. 55 minutos após o acidente, às 9h58, a Torre Sul desabou, matando todos os que ainda estavam dentro do prédio e muitos mais no chão.
Após os ataques, foi relatado pela ABC News que alguém com o mesmo nome frequentou o Defense Language Institute na Base Aérea de Lackland - uma alegação que pode ter nascido de um endereço falso que Banihammad usou.